# Ill-Young Kim
Ill-Young Kim (* 13. Mai 1973 in Köln) ist ein deutscher Musiker, Moderator, Schauspieler und Stand-Up-Comedian südkoreanischer Abstammung.

## Karriere
Kim drehte einige experimentelle Kurzfilme und war Produzent von Computermusik. Außerdem präsentierte er einige Sendungen bei Viva Zwei, von denen vor allem Electronic Beats zu nennen ist, die er von April 2001 bis Januar 2003 moderierte.

## Diskografie
- 2000: Spielzeug

## Filmografie
- 1999: St. Pauli Nacht (Kino)
- 2000: Tolle Lage (Kino)
- 2000: Fandango
- 2001: Das Staatsgeheimnis (Fernsehen)
- 2001: Nicht Fisch nicht Fleisch (Fernsehen)
- 2002: Nachtschicht – Amok! (Fernsehen)
- 2003: Berlin, Berlin (Episode einer Fernsehserie)
- 2003: Nachtschicht – Vatertag (Fernsehen)
- 2004: Carlas Sieg
- 2004: Tatort – Scheherazade
- 2007: KDD – Kriminaldauerdienst (Fernsehserie, Folge Vertrauen)
- 2008: Speed Racer
- 2008: Schimanski – Schicht im Schacht
- 2009: Schade um das schöne Geld
- 2009: Ninja Assassin
- 2010: Die Friseuse
- 2012: Die Rache der Wanderhure
- 2012: Das Vermächtnis der Wanderhure
- 2012: Schief gewickelt
- 2013: Helden – Wenn dein Land dich braucht
- 2014: SOKO 5113 – Der Tote im Park
- 2016: Jetzt wird’s schräg (Fernsehen)
- 2016: München Mord: Wo bist Du, Feigling?
- 2018: Der Alte – Heimattreu
- seit 2018: Schloss Einstein (Fernsehserie)
- 2019: Die Spezialisten – Im Namen der Opfer (Episode einer Fernsehserie)
- 2020: Wahrheit oder Lüge
- 2022: Sayonara Loreley (Fernsehfilm)

## Hörspiele
- 2013: Milo Rau: Hate Radio – Bearbeitung und Regie: Milena Kipfmüller (Hörspiel – WDR/ORF)

## Auszeichnungen
- 2023: Niederkasseler Kabarettpreis, 1. Platz